# Diplommatina lutea
Diplommatina lutea é uma espécie de gastrópode  da família Diplommatinidae.
É endémica de Palau.